# Grijze pelikaan
De grijze pelikaan (Pelecanus philippensis) is een pelikanensoort die voorkomt in India en Zuidoost-Azië.
Deze soort werd voor het eerst beschreven in 1789, door Johann Friedrich Gmelin.

## Verspreiding
De grijze pelikaan komt van oorsprong voor in Cambodja, India, Indonesië (Sumatra), Laos, Myanmar, Nepal, Sri Lanka, Thailand en Vietnam. De soort kwam rond 1900 ook veelvuldig voor in de Filipijnen. Omdat de soort er sinds 1940 niet meer is waargenomen, wordt echter aangenomen dat de grijze pelikaan daar is uitgestorven.
In Zuid-Korea en Maleisië komt de grijze pelikaan als dwaalgast voor. In Bangladesh en China was dit in het verleden ook zo, maar hier is hij tegenwoordig vermoedelijk niet meer te vinden.

## Status
De grootte van de populatie werd in 2017 door BirdLife International geschat op 8,7 tot 12 duizend volwassen individuen en de populatie-aantallen nemen geleidelijk af door habitatverlies. Om deze redenen staat deze soort als gevoelig op de Rode Lijst van de IUCN.